# Rudolf Buchinger
Rudolf Buchinger (* 3. März 1879 in Staasdorf, Niederösterreich; † 20. Februar 1950 in Tulln an der Donau) war ein österreichischer Politiker (CS, VF, ÖVP).

## Leben und Wirken
Buchingers Vater war der Gastwirt und Bauer Josef Buchinger, der auch Bürgermeister von Staasdorf war. Seine Mutter war Aloisia Buchinger, geb. Schell. Rudolf Buchinger besuchte ab 1885 die Volksschule, die Realschule in St. Pölten, die Bürgerschule Tulln sowie ab 1893 die Ackerbauschule Edelhof bei Zwettl. Anschließend arbeitete er auf dem Hof der Eltern, in der Gastwirtschaft und in der Schreibstube des Bürgermeisters. 1917 wurde er auch Obmann der Lagerhausgenossenschaft Tulln. 
Vom 4. März 1919 bis zum 9. November 1920 war Buchinger Mitglied der Konstituierenden Nationalversammlung, danach war er zehn Jahre (10. November 1920 – 1. Oktober 1930) Nationalratsabgeordneter der Christlichsozialen Partei. Vom 31. Mai 1922 bis zum 15. Januar 1926 war er in der Bundesregierung Seipel I Bundesminister für Land- und Forstwirtschaft und von Mai 1922 bis April 1923 mit der Leitung des Bundesministeriums für Volksernährung betraut.
Von November 1934 bis Juni 1936 war Buchinger Mitglied des Bundeswirtschaftsrates und ab 20. Juni 1936 Mitglied des Staatsrates, bis er im März 1938 aller Funktionen enthoben und für kurze Zeit inhaftiert wurde. 1944 kam er neuerlich in Gestapohaft. Nach dem Zweiten Weltkrieg war er 1945 erster Staatssekretär für Land und Forstwirtschaft.
Buchinger war Ökonomierat und Dr. h. c. Er ist in Tulln begraben.
Er war seit 1929 Mitglied der KDB Rheno-Danubia zu Wien im RKDB (später CAB Rheno-Danubia zu Wien im RKAB).

### Weitere Funktionen
- ab 28. April 1927 Obmann der Niederösterreichischen Genossenschafts-Zentralkasse
- 16. August 1927 Wahl zum Präsidenten der Girozentrale der Österreichischen Genossenschaften
- 23. Januar 1931 Bestellung zum Generalanwalt der Girozentrale der österreichischen Genossenschaften
- ab 1932 Mitglied des Generalrates der Österreichische Nationalbank